# 還原型檸檬酸循環

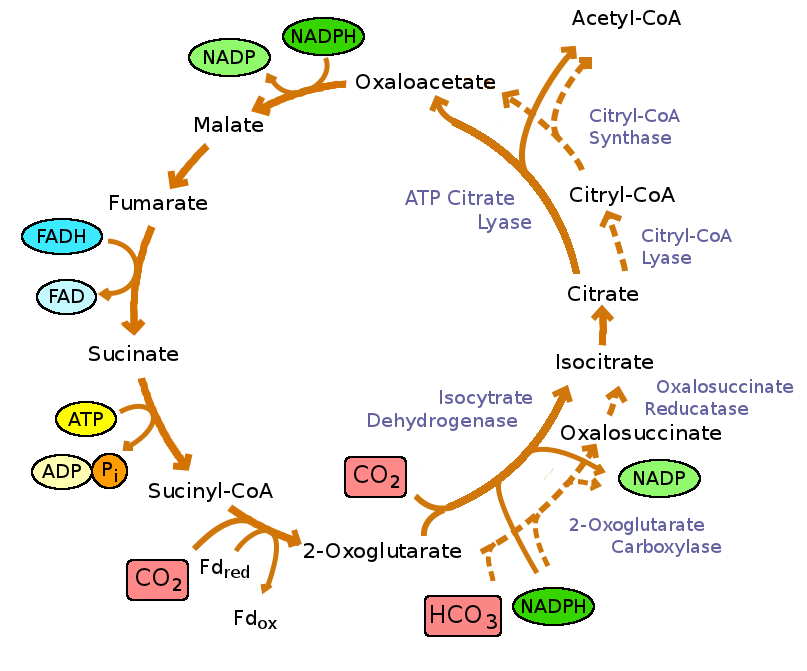
還原型檸檬酸循環簡圖，虛線是可供替代的代謝路徑。

還原型檸檬酸循環(或稱反向三羧酸循環、反向克氏循環)是一種常見於細菌或植物的代謝途徑。還原型檸檬酸循環可以利用二氧化碳CO2以及水H2O合成有機分子。

這條反應就如其名，是反向的檸檬酸循環。檸檬酸循環是將醣類(有機分子)藉由氧化反應分解成水加二氧化碳。還原型檸檬酸循環則是利用同一條路徑的相反方向，把水加二氧化碳還原成醣類等有機分子。

細菌可以藉由這條反應途徑，以硫化物、硫代硫酸鹽類作為電子提供者，將無機碳原子合成為生存所需的有機分子。有時這條反應途徑被視為無法行光合作用的生物所行的替代方案。

還原型檸檬酸循環被認為是早期地球上有機分子的來源。因為其中部分步驟被發現可以在非生物環境中由礦物質催化反應，有些人猜測這可能就是生命的起源。